# Jaïr van der Horst
Jaïr van der Horst (25 februari 1997) is een Nederlands hockeyer die uitkwam voor Jong Oranje, Oranje Zwart/Oranje-Rood uit Eindhoven Atletic Terrassa uit Spanje en HC Tilburg. Vanaf seizoen 2021-2022 uitkomend voor HC Den Bosch.
In het seizoen 2015-2016 werd Van der Horst aan de selectie van Heren-1 van Oranje Zwart toegevoegd. Zijn debuut maakte hij een jaar eerder als A-junior.

## Erelijst Clubs
| Jaar | Competitie                       | Club         | Resultaat     |
| ---- | -------------------------------- | ------------ | ------------- |
| 2015 | Hoofdklasse hockey heren 2014/15 | Oranje Zwart | Landskampioen |
| 2016 | Hoofdklasse hockey heren 2015/16 | Oranje Zwart | Landskampioen |

| Jaar | Toernooi           | Plaats                 | Club         | Resultaat |
| ---- | ------------------ | ---------------------- | ------------ | --------- |
| 2015 | Euro Hockey League | Bloemendaal, Nederland | Oranje Zwart | Kampioen  |